# Gasarasi (periodiskt vattendrag)
Gasarasi är ett periodiskt vattendrag i Burundi.   Det ligger i provinsen Makamba, i den södra delen av landet, 110 kilometer sydost om huvudstaden Bujumbura.
Omgivningarna runt Gasarasi är en mosaik av jordbruksmark och naturlig växtlighet. Runt Gasarasi är det ganska tätbefolkat, med 93 invånare per kvadratkilometer.